# Sistema de la Integración Centroamericana
El Sistema de la Integración Centroamericana (SICA) es el marco institucional de la integración de la región centroamericana, creado por los Estados de Guatemala, El Salvador, Honduras, Nicaragua, Costa Rica y Panamá, en sustitución de la Organización de Estados Centroamericanos (ODECA). Posteriormente, se adhirieron como miembros plenos Belice en el año 2000 y, a partir de 2013, la República Dominicana. El Sistema cuenta con un grupo de países observadores americanos y mundiales. Los Observadores Regionales son: México, Chile, Brasil, Argentina, Perú, Estados Unidos de América, Ecuador, Uruguay, Colombia y Canadá. Por otra parte, los observadores mundiales son:  Taiwán, España, Alemania, Italia, Japón, Australia, Corea del Sur,  Francia, Georgia la Santa Sede y Reino Unido. Haití paso por el proceso de incorporación bajo la categoría de Observador Regional. El inicio del proceso fue aprobado en diciembre de 2012. 
El Sistema de la Integración Centroamericana fue constituido el 13 de diciembre de 1991, mediante la suscripción del Protocolo de Tegucigalpa, el cual reformó la Carta de la ODECA, suscrita en San Salvador, El Salvador, el 14 de octubre de 1951. El protocolo entró en funcionamiento formalmente el 1 de febrero de 1993. La República de El Salvador es la sede del SICA.  
La creación del SICA fue respaldada por la Asamblea General de la Organización de las Naciones Unidas (ONU), en su Resolución A/48 L del 10 de diciembre de 1993, quedando el Protocolo de Tegucigalpa debidamente inscrito ante la misma. Esto permite que sea invocado internacionalmente y, además, le permite a los órganos e instituciones regionales del SICA relacionarse con el Sistema de las Naciones Unidas.
El SICA tiene categoría de Observador Permanente de dicha Organización y mantiene vínculos de diálogo y cooperación con la Organización de los Estados Americanos (OEA), la Comunidad Andina (CAN), el Mercado Común del Sur (MERCOSUR), la Comunidad del Caribe (CARICOM), la Asociación de Estados del Caribe (AEC), la Unión Europea (UE) entre otros esquemas de cooperación o integración a nivel regional y mundial, así como con diversas instituciones internacionales. El Sistema se diseñó tomando en cuenta las experiencias anteriores para la integración  de la región, así como las lecciones legadas por los hechos históricos, tales como las crisis políticas y conflictos armados, así como los logros de instancias y entidades previos al SICA, hoy parte de la organización. Con base en esto, y sumadas las transformaciones constitucionales internas y la existencia de regímenes democráticos en Centroamérica, se estableció su objetivo fundamental, el cual es la realización de la integración de Centroamérica, para constituirla en una Región de Paz, Libertad, Democracia y Desarrollo, sustentada firmemente en el respeto, tutela y promoción de los derechos humanos.

## Objetivos
El Sistema de la Integración Centroamericana (SICA) tiene por objetivo fundamental alcanzar la integración de Centroamérica para constituirla en una región de paz, libertad, democracia y desarrollo. En ese sentido, se reafirman los siguientes propósitos:
- Consolidar la democracia y fortalecer sus instituciones sobre la base de la existencia de Gobiernos electos por sufragio universal, libre y secreto, y del estricto respeto a los Derechos Humanos.
- Concretar un nuevo modelo de seguridad regional basado en un balance razonable de fuerzas, el fortalecimiento del poder civil y la superación de la pobreza extrema; la promoción del desarrollo sostenido y la protección del ambiente; la erradicación de la violencia, la corrupción, el terrorismo, el narcotráfico y el tráfico de armas.
- Impulsar un régimen amplio de libertad que asegure el desarrollo pleno y armonioso del individuo y de la sociedad en su conjunto.
- Lograr un Sistema regional de bienestar y justicia económica y social para los pueblos centroamericanos.
- Alcanzar una unión económica y fortalecer el sistema financiero centroamericano.
- Fortalecer la región como bloque económico para ingresar en la economía internacional.
- Reafirmar y consolidar la autodeterminación de Centroamérica en sus relaciones exteriores, mediante una estrategia única que fortalezca y amplíe la participación de la región, en su conjunto, en el ámbito internacional.
- Promover de forma armónica y equilibrada, el desarrollo sostenido económico, social, cultural y político de los Estados miembros y de la región.
- Establecer acciones concertadas dirigidas a la preservación del ambiente mediante el respeto y la armonía con la naturaleza, asegurando el desarrollo equilibrado y la explotación racional de los recursos naturales, con miras al establecimiento de un Nuevo Orden Ecológico en la región.
- Conformar el Sistema de la Integración Centroamericana sustentado en un ordenamiento institucional y jurídico, y fundamentado asimismo en el respeto mutuo entre los Estados miembros.

## Principios
Para la realización de los propósitos citados del Sistema de la Integración Centroamericana y sus Estados miembros, ha de procederse conforme a los siguientes principios fundamentales:
- La tutela, respeto y promoción de los Derechos Humanos constituyen la base fundamental del Sistema de la Integración Centroamericana.
- Paz, Democracia, Desarrollo y Libertad, son un todo armónico e indivisible que orientará las actuaciones de los países miembros del Sistema de la Integración Centroamericana.
- La identidad Centroamericana como manifestación activa de los intereses regionales y de la voluntad de participar en la consolidación de la integración de la Región.
- La solidaridad Centroamericana como expresión de su profunda interdependencia, origen y destino común;
- La gradualidad, especificidad y progresividad del proceso de integración económica, sustentado en el desarrollo regional armónico y equilibrado; y el tratamiento especial a países miembros de menor desarrollo relativo; la equidad y reciprocidad; y la Cláusula Centroamericana de Excepción.
- La globalidad del proceso de integración y la participación democrática, en el mismo, de todos los sectores sociales.
- La seguridad jurídica de las relaciones entre los Estados miembros y la solución Pacífica de sus controversias.
- La buena fe de los Estados miembros en el cumplimiento de sus obligaciones, absteniéndose de establecer, convenir o adoptar medida alguna que sea contraria a las disposiciones de este instrumento o que obstaculice el cumplimiento de los principios fundamentales del Sistema de la Integración Centroamericana o la consecución de sus objetivos
- El respeto a los principios y normas de las Cartas de la Organización de las Naciones Unidas (ONU) y de la Organización de Estados Americanos (OEA), y las Declaraciones emitidas en las Reuniones Presidenciales Centroamericanas desde mayo de 1986.

## Marco jurídico

### Protocolo de Tegucigalpa
El 13 de diciembre de 1991, se constituyó el Sistema de la Integración Centroamericana (SICA), con la firma del Protocolo de Tegucigalpa, que reformó la Carta de la Organización de Estados Centroamericanos (ODECA) de 1962. Este Protocolo consagra la nueva visión de Centroamérica como una región de paz, libertad, democracia y desarrollo. 

### Tratado General de Integración Económica Centroamericano
El Tratado General de la Integración Económica Centroamericano, firmado de 13 de diciembre de 1960 (Tratado de Managua) dio origen al Mercado Común Centroamericano (MCCA). El 29 de octubre de 1993 se suscribió el Protocolo al Tratado General de Integración Económica Centroamericana (Protocolo de Guatemala), en el que las partes se comprometieron a alcanzar, de manera voluntaria, gradual, complementaria y progresiva, la Unión Económica Centroamericana. Para ello constituyeron el Subsistema de Integración Económica, cuyo órgano técnico y administrativo es la Secretaría de Integración Económica Centroamericana (SIECA), que tiene su sede en Guatemala.   

### Tratado de integración social
El 30 de marzo de 1995, se suscribió el Tratado de la Integración Social Centroamericana, el cual organiza, regula y estructura el Subsistema Social, que comprende el área social del SICA. Fue constituido para impulsar la coordinación, armonización y convergencia de las políticas sociales entre sí y con las demás políticas de los Estados miembros del SICA. Aunque según su tratado constitutivo su sede debería estar en Panamá, esta está en las oficinas de la Secretaría General del SICA, localizadas en El Salvador.

Estados miembros del SICA.

### Alianza para el desarrollo sostenible
El 12 de octubre de 1994 se constituyó la Alianza para el Desarrollo Sostenible (ALIDES), que consiste en una estrategia integral de desarrollo regional que abarca cuatro áreas prioritarias: democracia, desarrollo sociocultural, desarrollo económico y manejo sostenible de los recursos naturales y mejora de la calidad ambiental. 

#### Relanzamiento de la Integración Centroamericana
En la Cumbre Extraordinaria de Jefes de Estado y de Gobierno de países del SICA, celebrada en San Salvador, El Salvador, el 20 de julio de 2010, los mencionados jefes de Estado y gobierno, luego de reafirmar el compromiso de sus gobiernos con la integración regional definida en el Protocolo de Tegucigalpa, así como con la institucionalidad democrática y de los Derechos Humanos en su plena dimensión internacionalmente reconocida, acordaron relanzar el  proceso de integración regional, por la vía del desarrollo de acciones en cinco grandes pilares, a saber: 
•         Seguridad democrática
•         Prevención y mitigación de los desastres naturales y de los efectos del cambio climático
•         Integración social
•         Integración económica
•         Fortalecimiento de la institucionalidad regional. 
A su vez, los jefes de Estado y de Gobierno reunidos en San Salvador, El Salvador, aprobaron un Plan de Acción para facilitar las orientaciones técnicas y políticas encaminadas a facilitar el relanzamiento. Al respecto, instruyeron al Consejo de Ministros de Relaciones Exteriores y al Comité Ejecutivo del SICA, para que coordinadamente con la Secretaría General del SICA, desarrollen de manera inmediata las acciones pertinentes. 

### Tratado Marco de Seguridad Democrática en Centroamérica
El Tratado Marco de Seguridad Democrática fue suscrito en San Pedro Sula, Honduras, el 15 de diciembre de 1995. Dicho instrumento instituyó el Modelo Centroamericano de Seguridad Democrática, el cual se basa en la democracia y el fortalecimiento de sus instituciones y el Estado de Derecho; en la existencia de gobiernos electos por sufragio universal y en el irrestricto respecto de todos los derechos humanos en los Estados Centroamericanos. 

## Estructura organizativa
El siguiente diagrama presenta la manera que el Sistema de la Integración Centroamericana se encuentra estructurado actualmente. 

## Estados miembros y observadores
| Bandera                            | Escudo | Nombre               | Fecha de ingreso | Población  | Área (km²) | Moneda                       | PIB PPA (US$ bn) |
| ---------------------------------- | ------ | -------------------- | ---------------- | ---------- | ---------- | ---------------------------- | ---------------- |
| Bandera de Belice                  |        | Belice               | 2000             | 335 188    | 22 966     | Dólar beliceño               | 8 412            |
| Bandera de Costa Rica              |        | Costa Rica           | Fundador         | 4 937 755  | 51 100     | Colón                        | 24,836           |
| Bandera de El Salvador             |        | El Salvador          | Fundador         | 6 383 752  | 20 742     | Dólar estadounidense         | 7 746            |
| Bandera de Guatemala               |        | Guatemala            | Fundador         | 16 051 208 | 108 889    | Quetzal                      | 8 000            |
| Bandera de Honduras                |        | Honduras             | Fundador         | 8 725 000  | 112 492    | Lempira                      | 4 700            |
| Bandera de Nicaragua               |        | Nicaragua            | Fundador         | 6 038 652  | 129 494    | Córdoba                      | 4 500            |
| Bandera de Panamá                  |        | Panamá               | Fundador         | 4 058 374  | 78 569     | Balboa, Dólar estadounidense | 29,608           |
| Bandera de la República Dominicana |        | República Dominicana | 2013             | 10 766 998 | 48 311     | Peso dominicano              | 20,750           |

### Observadores americanos

Países miembros del SICA y sus Zonas Económicas Exclusivas. Considerándolas, la superficie total del SICA alcanza los 2 351 224 km².

- México
- Chile
- Brasil
- Argentina
- Perú
- Estados Unidos
- Ecuador
- Uruguay
- Colombia
- Canadá
- Bolivia
- Haiti

### Observadores mundiales
- España
- Alemania
- Italia
- Japón
- Australia
- Corea del Sur
- Francia
- Santa Sede
- Reino Unido
- Unión Europea
- Nueva Zelanda
- Marruecos
- Catar
- Turquía
- Orden de Malta
- Serbia
- Rusia
- Suecia
- Egipto
- Georgia
- Emiratos Árabes Unidos
- Grecia
- Países Bajos
- Organismo Internacional de Juventud para Iberoamérica
- Organización de Estados Iberoamericanos para la Educación, la Ciencia y la Cultura
- Conferencia Interamericana de Seguridad Social
- Asociación de Estados del Caribe

## Líderes

### Jefes de Gobierno

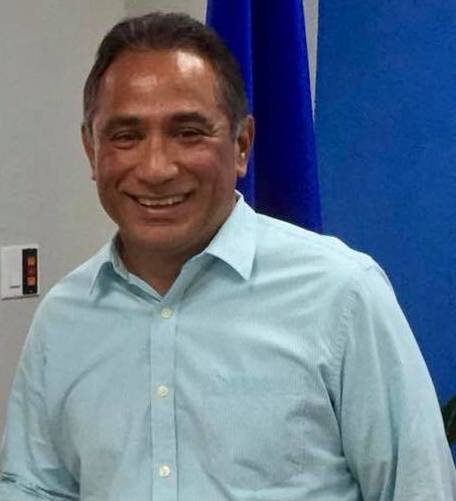
BLZ Johnny Briceño
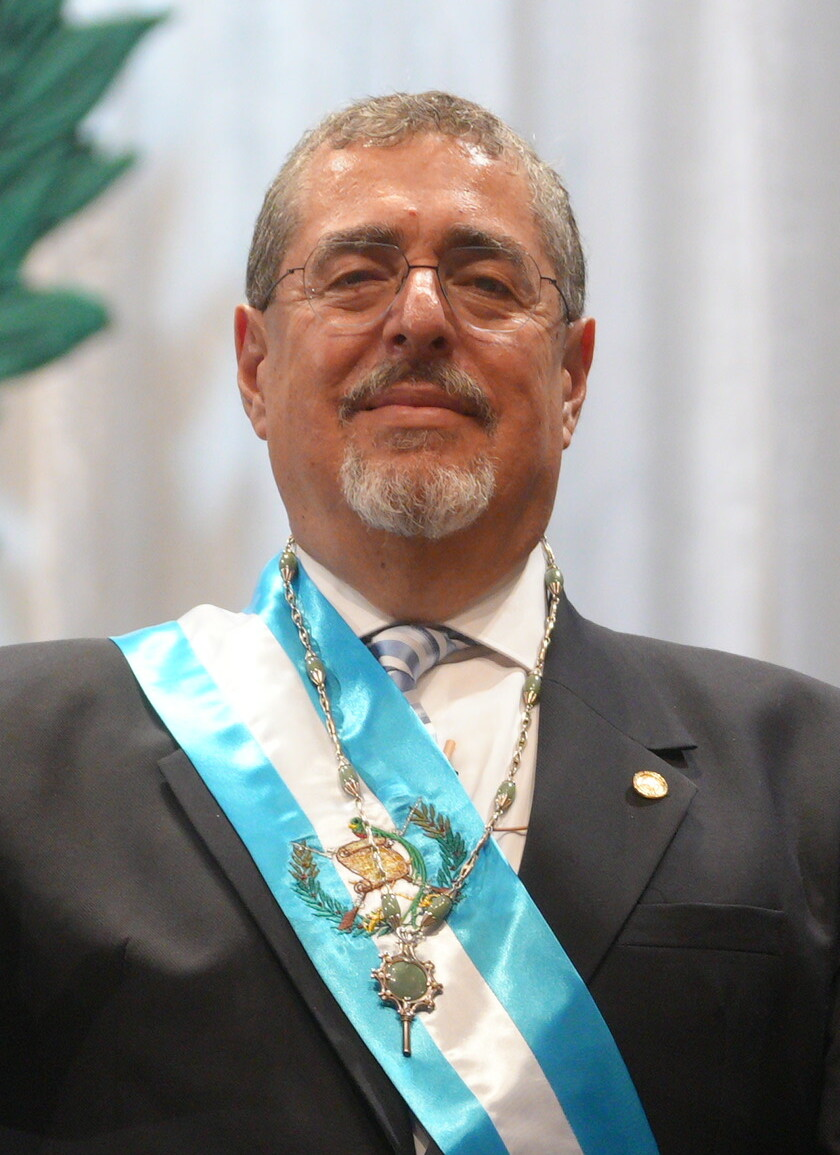
GUA Bernardo Arévalo
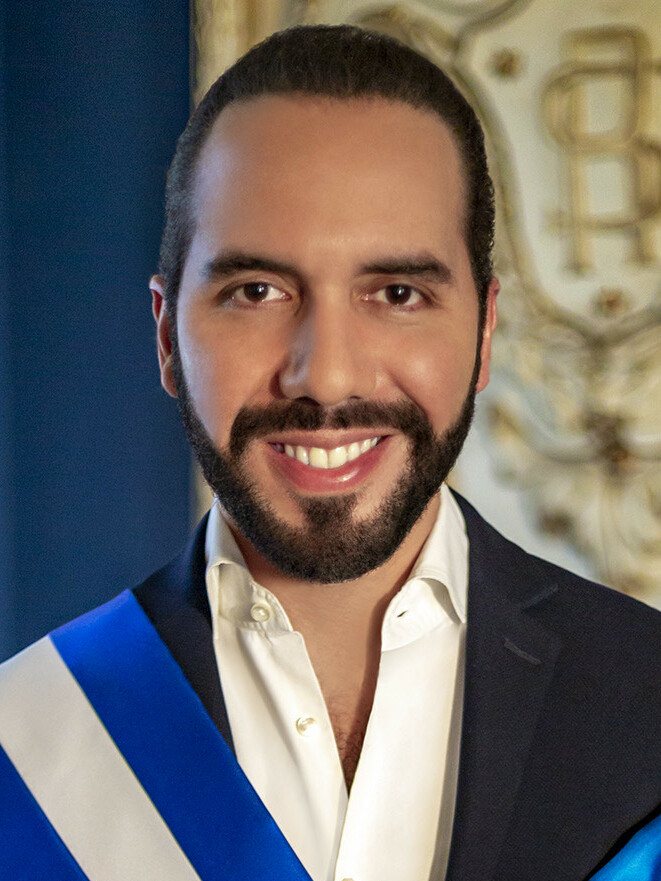
SLV Nayib Bukele
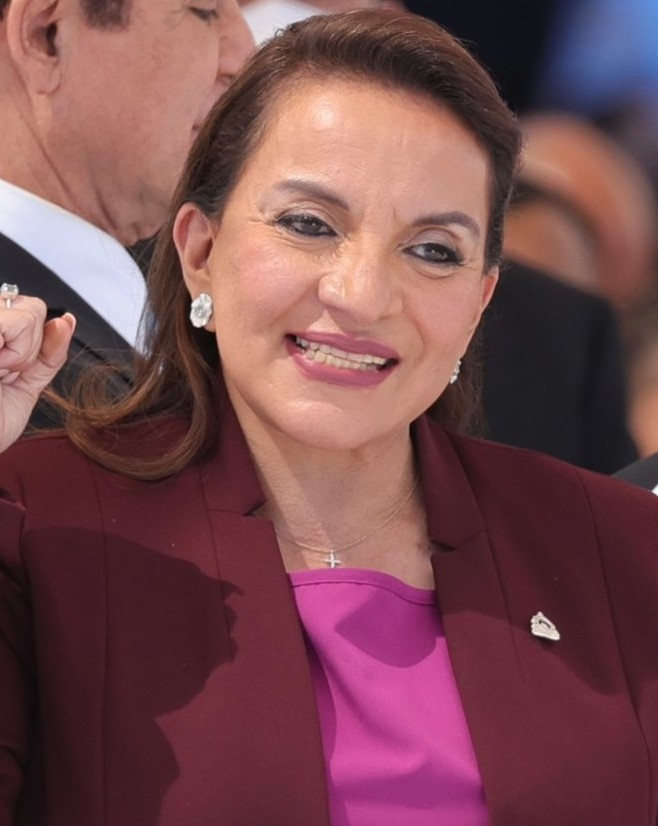
HND Xiomara Castro
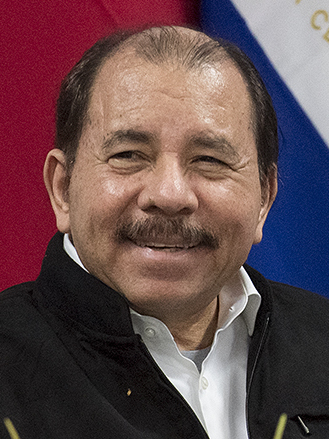
NIC Daniel Ortega
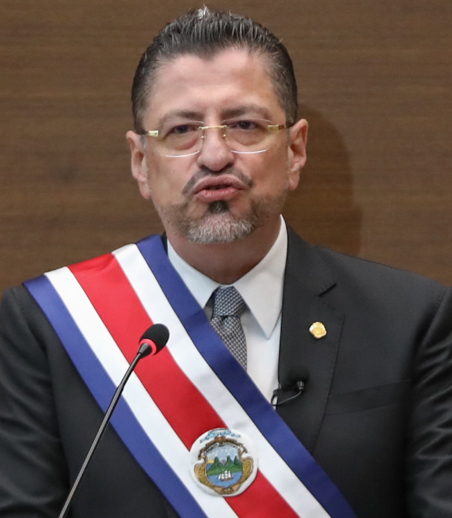
CRI Rodrigo Chaves
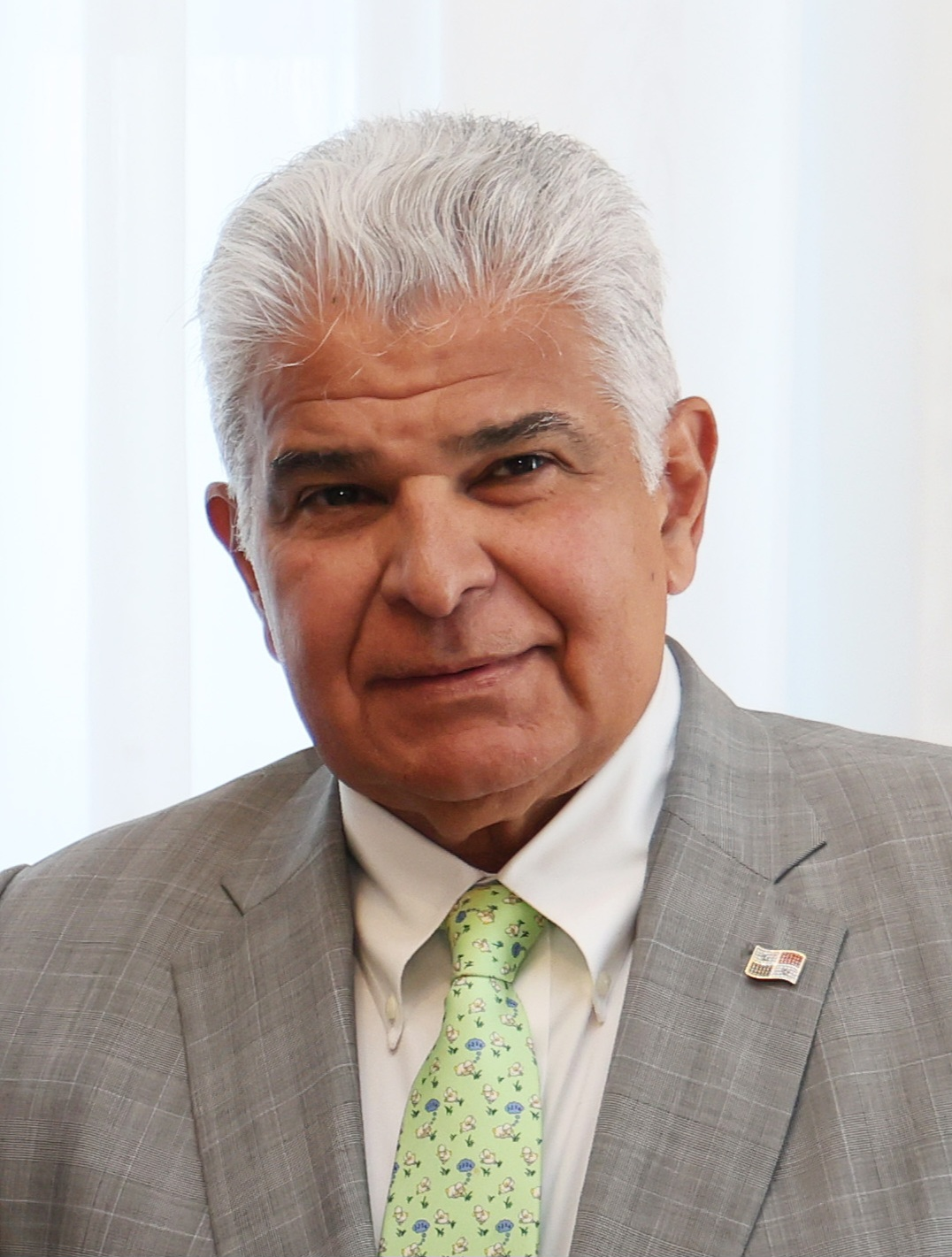
PAN José Raúl Mulino
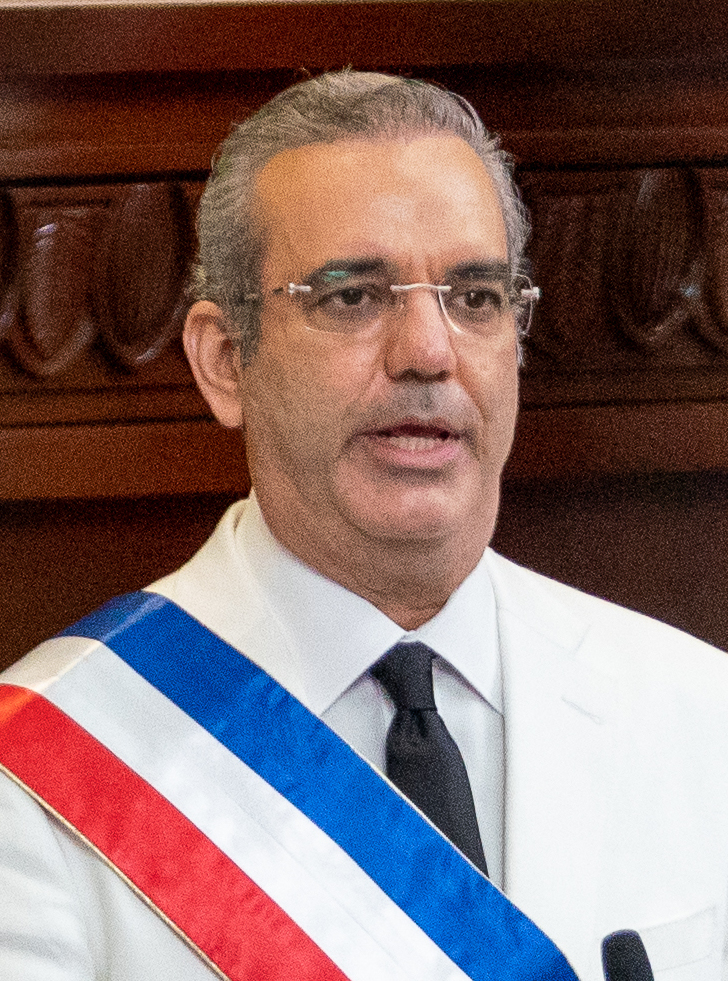
DOM Luis Abinader

- Belice
Johnny Briceño
- Guatemala
Bernardo Arévalo
- El Salvador
Nayib Bukele
- Honduras
Xiomara Castro
- Nicaragua
Daniel Ortega
- Costa Rica
 Rodrigo Chaves
- Panamá
José Raúl Mulino
- República Dominicana
Luis Abinader